# Peseshet
Peseshet, levde cirka 2500 f.Kr., var en fornegyptisk läkare som levde under fjärde dynastin (eller möjligen femte dynastin).
Hon har kallats för historiens första kvinnliga läkare. Merit-Ptah har också kallats för den första kvinnliga läkaren, men hon var möjligen en uppdiktad person baserad på Peseshet. 
Peseshet tycks ha varit hovfunktionär. Hon kallades "Hennes nåd uppsyningsmannen över de kvinnliga läkarna", och hon hade även titeln "Kungens bekantskap" och "Uppsyningsman över kungens moders begravningspräster". 